# Mohamed Cissé
Mohamed Cissé est un footballeur guinéen né le 10 février 1982. Il joue actuellement en Turquie à Bursaspor. Il a été acheté par le club turque au Royal Antwerp FC pour 175 000 euros. Il participa avec la Guinée a une rencontre contre le Maroc pendant la CAN 2008.